# Аль-Халди, Мохсин
Мохсин Джохар Аль-Халди (араб. محسن جوهر الخالدي‎; б 16 августа 1988 года, Оман) — оманский футболист, полузащитник национальной сборной Омана.

## Карьера
Мохсин начал свою карьеру в клубе «Сахам», и покинул его в 2011 году, перейдя в «Фанджу». Но уже через год вернулся в родной клуб, в котором играл на протяжении четырёх лет. В 2016 году покинул команду и отправился в «Аль-Наср» из города Салала. По прошествии двух лет покинул родную страну и перешёл в саудовский клуб «Ухуд». Однако, уже 30 августа 2018 года разорвал контракт и покинул клуб.